# Vrbnik
Vrbnik (italijansko Verbenico) je naselje na Hrvaškem na otoku Krku, ki je središče občine Vrbnik; le-ta pa spada pod Primorsko-goransko županijo.

## Zgodovina
Vrbnik se je razvil na mestu prazgodovinskega naselja. V starih listinah se današnje naselje prvič omenja leta 1100. V zalivu Sveti Marak so odkrili antične grobove. V srednjem veku bil Vrbnik frankopanska utrdba, ki je leta 1388 dobil svoj statut, pisan v glagolici. Iz tistih časov so ohranjeni neznatni ostanki srednjeveškega obrambnega zidu 
z obrambnimi stolpi. Na vrbničkem polju so ostanki ruševin utrdbe Gradac.
Župnijska cerkev je bila postavljena na prehodu iz 15. v 16. stoletje. Kasneje je bila večkrat pregrajena. Renesančni zvonik ob cerkvi je bil postavljen 1527. V cerkvi stoji renesančni oltar iz 15. stoletja. Na mestnem pokopališču stoji gotska kapelica sv. Ivana iz 15. stoletja. V bližnjem zalivu sv. Jurija  pa stoji srednjeveška cerkvica z ostanki romanske zidne dekoracije.
Znamenitost kraja je knjižnica bratov »Vitezić«, v kateri hranijo več kot 15 000 enot. V njenem fondu so tudi rokopisi v glagolici in iluminiran »vrbnički misal« iz 15. stoletja in več inkunabul. Knjižnica hrani tudi slikovno podobo iz treh delov (triptih)
»Bogorodica sa svecima«, ki je nastala v 16. stoletju.

## Geografija
Vrbnik leži na vzhodni strani otoka Krka, na celini nasproti njega leži Novi Vinodolski. Stari del naselja je na vrhu 50 mnm visoke prepadne stene nad morjem, novejši del pa se razprostira ob strmi ulici proti manjšemu pristanišču, ki leži v zalivu.
Pristanišče je zavarovano pred vsemi vetrovi, razen burjo. Plovila je mogoče privezovati na notranji strani valobrana, na koncu katerega stoji svetilnik, ali pa na glavnem pomolu. Ob burji je sicer privez manj zanesljiv, vplutje in izplutje pa včasih nevarno.
Iz pomorske karte je razvidno, da svetilnik oddaja svetlobni signal: R Bl 2s. Nazivni domet svetilnika je 3 milje.

## Gospodarstvo
Poleg turizma, v kraju je hotel Argentum, se prebivalci ukvarjajo še s poljedelstvom. Zaledje Vrbnika je Vrbničko polje, zasejano z vinogradi. Tu pridelujejo sortno vino »Vrbnička žlahtina«.

## Demografija
| Pregled števila prebivalcev po letih | Pregled števila prebivalcev po letih | Pregled števila prebivalcev po letih | Pregled števila prebivalcev po letih | Pregled števila prebivalcev po letih | Pregled števila prebivalcev po letih | Pregled števila prebivalcev po letih | Pregled števila prebivalcev po letih | Pregled števila prebivalcev po letih | Pregled števila prebivalcev po letih | Pregled števila prebivalcev po letih | Pregled števila prebivalcev po letih | Pregled števila prebivalcev po letih | Pregled števila prebivalcev po letih | Pregled števila prebivalcev po letih | Pregled števila prebivalcev po letih |
| ------------------------------------ | ------------------------------------ | ------------------------------------ | ------------------------------------ | ------------------------------------ | ------------------------------------ | ------------------------------------ | ------------------------------------ | ------------------------------------ | ------------------------------------ | ------------------------------------ | ------------------------------------ | ------------------------------------ | ------------------------------------ | ------------------------------------ | ------------------------------------ |
| 1857                                 | 1869                                 | 1880                                 | 1890                                 | 1900                                 | 1910                                 | 1921                                 | 1931                                 | 1948                                 | 1953                                 | 1961                                 | 1971                                 | 1981                                 | 1991                                 | 2001                                 | 2011                                 |
| 1241                                 | 1364                                 | 1545                                 | 1639                                 | 1774                                 | 1821                                 | 1791                                 | 1748                                 | 1532                                 | 1408                                 | 1254                                 | 1052                                 | 938                                  | 950                                  | 944                                  | 948                                  |

## Ljudje, povezani s krajem
- Josip Bozanić (rojen 1949), hrvaški kardinal

## Galerija slik
- Vrbnik
- Staro mestno jedro Vrbnika
- Spomenik Blažu Baromovu
- Blaž Baromov-napisna plošča